# Casa al carrer Sant Cristòfol, 12 (Figueres)
L'edifici situat al carrer Sant Cristòfol, 12 és una obra del municipi de Figueres (Alt Empordà) que forma part de l'Inventari del Patrimoni Arquitectònic de Catalunya. És un edifici cantoner situat a prop de la Plaça de la Palmera, de planta rectangular. És un edifici de planta baixa i un pis, amb la façana arrebossada. La planta baixa presenta oberutes en arc de mig punt i rectangulars amb una motllura que imita un guardapols. Al pis superior totes les obertures tenen balcó, i una motllura al voltant de cadascuna de les finestres que imita carreus. Sobre aquestes finestres hi ha les obertures de ventilació de l'edifici i a sobre d'aquestes el mur que fa de barana de la terrassa.